# Atlante (langue)
Pour les articles homonymes, voir Atlante.
L'atlante est une langue fictive de l'univers de fiction développé pour le film Atlantide, l'empire perdu (2001) de Walt Disney Pictures. Elle est la langue du peuple Atlante. 

## Création
Elle a été créée par Marc Okrand, créateur du Klingon, pour les studios Disney comme une langue proto‑indo‑européenne et sa syntaxe est assimilée à celle des langues amérindiennes et sumérienne.
Tom Osenton indique que Kellogg's et Disney avaient même lancé des céréales pour le petit déjeuner qui faisaient apparaître l'alphabet atlante lorsqu'elles étaient plongées dans du lait.

## Système d'écriture
L'atlante a sa propre écriture créée exprès pour le film par John Emerson avec l'aide de Marc Okrand, et inspirée par d'anciennes écritures alphabétiques, principalement sémitiques. Il y a cependant différentes sortes de translittération de l'écriture latine.

### Écriture de l'atlante

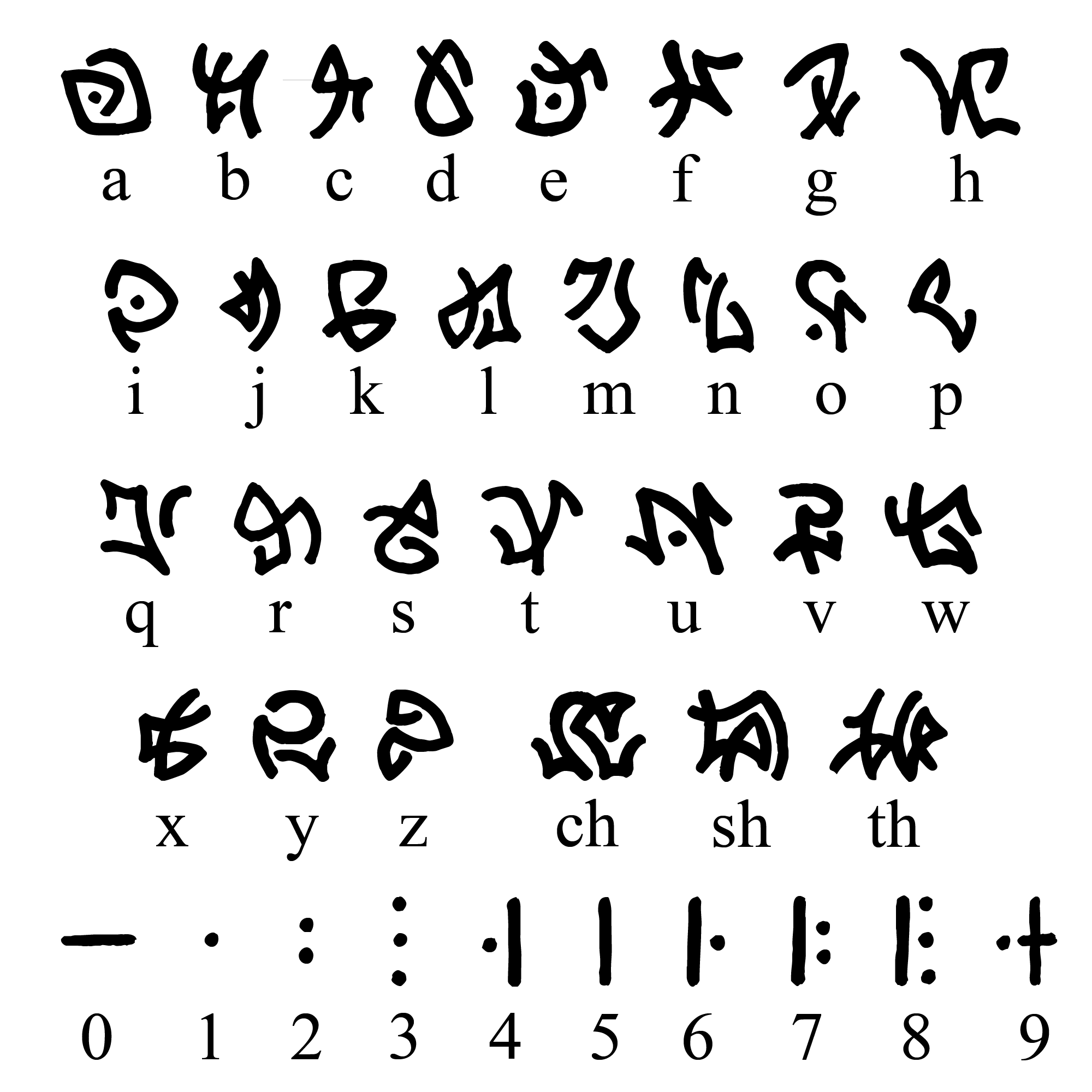
Alphabet et nombres atlantes.

Dans son système d'écriture natif, l'atlante est monocamérale et ne possède pas de ponctuation.
L'atlante s'écrit et se lit en boustrophédon (sens de lecture alternant) ; de gauche à droite à partir de la première ligne, puis de droite à gauche pour la seconde, puis à nouveau de gauche à droite pour la troisième et ainsi de suite, jusqu'à la fin de la séquence). Ce sens de lecture basé sur les systèmes d'écriture archaïques, a aussi été suggéré par Okrand et validé car, comme il l'explique, « c'est un mouvement de va‑et‑vient, comme de l'eau, ce qui convient ».

### Translittération de l'écriture latine
Hormis dans l'écriture native de l'atlante créée pour le film, l'alphabet peut aussi servir à retranscrire l'écriture latine. Il y a deux versions de translittération différentes :
- La transcription standard[4] telle qu'elle est retranscrite par Marc Okrand lui‑même ;
- La transcription de lecture[4],[5],[6], un système de notation Berlitz inventé par Okrand qui espérait rendre ainsi l'atlante plus facilement lisible pour les acteurs.

La table d'écriture complète de l'atlante comprend en fait plus de caractères que ce qui est réellement utilisé dans la langue elle‑même : les caractères inusités, c, f, j, q, v, x, z, ch et th, furent créés pour un simple code de transcription dans les médias à des fins promotionnelles. Ils sont également basés sur divers caractères anciens, comme le reste de l'alphabet.

## Alphabet

### Lettres
L'alphabet atlante étendu comporte au total 39 signes :
- 26 lettres dont 19 fondamentales et 7 inusitées (c, f, j, q, v, x, z), chacune équivalente à une lettre de l'alphabet latin basique) ;
- 3 digrammes dont un fondamental (équivalent au sh) et 2 inusités (ch et th), du même alphabet latin ;
- 10 chiffres (0, 1, 2, 3, 4, 5, 6, 7, 8, 9).

### Graphèmes
| A | B  | C* | D  | E | F* | G |
| H | I  | J* | K  | L | M  | N |
| O | P  | Q* | R  | S | T  | U |
|   | V* | W  | X* | Y | Z* |   |

| CH* | SH | TH* |

* Caractère de l'alphabet étendu (non usité en atlante).
| 0 | 1 | 2 | 3 | 4 | 5 | 6 | 7 | 8 | 9 |